# Cyperus perrieri
Cyperus perrieri är en halvgräsart som först beskrevs av Henri Chermezon, och fick sitt nu gällande namn av Hoenselaar. Cyperus perrieri ingår i släktet papyrusar, och familjen halvgräs. Inga underarter finns listade i Catalogue of Life.